# وویچیخ ونتورا
وویچیخ ونتورا (لهستانی: Wojciech Wentura؛‏ [ˈvɔi̯t͡ɕɛx]؛ زادهٔ ۱۷ ژوئیهٔ ۱۹۷۲) خواننده و بازیگر اهل لهستان است.
او بازیگر اصلی فیلم «انتقام دکتر لا مورت» است که در سال ۲۰۱۱ در جشنواره فیلم گدنیا به نمایش درآمد. او بنیان‌گذار «کابارۀ چلچراغ» است که از پیونیتسا پد بارانامی الهام گرفته شده است.